# Samaniden

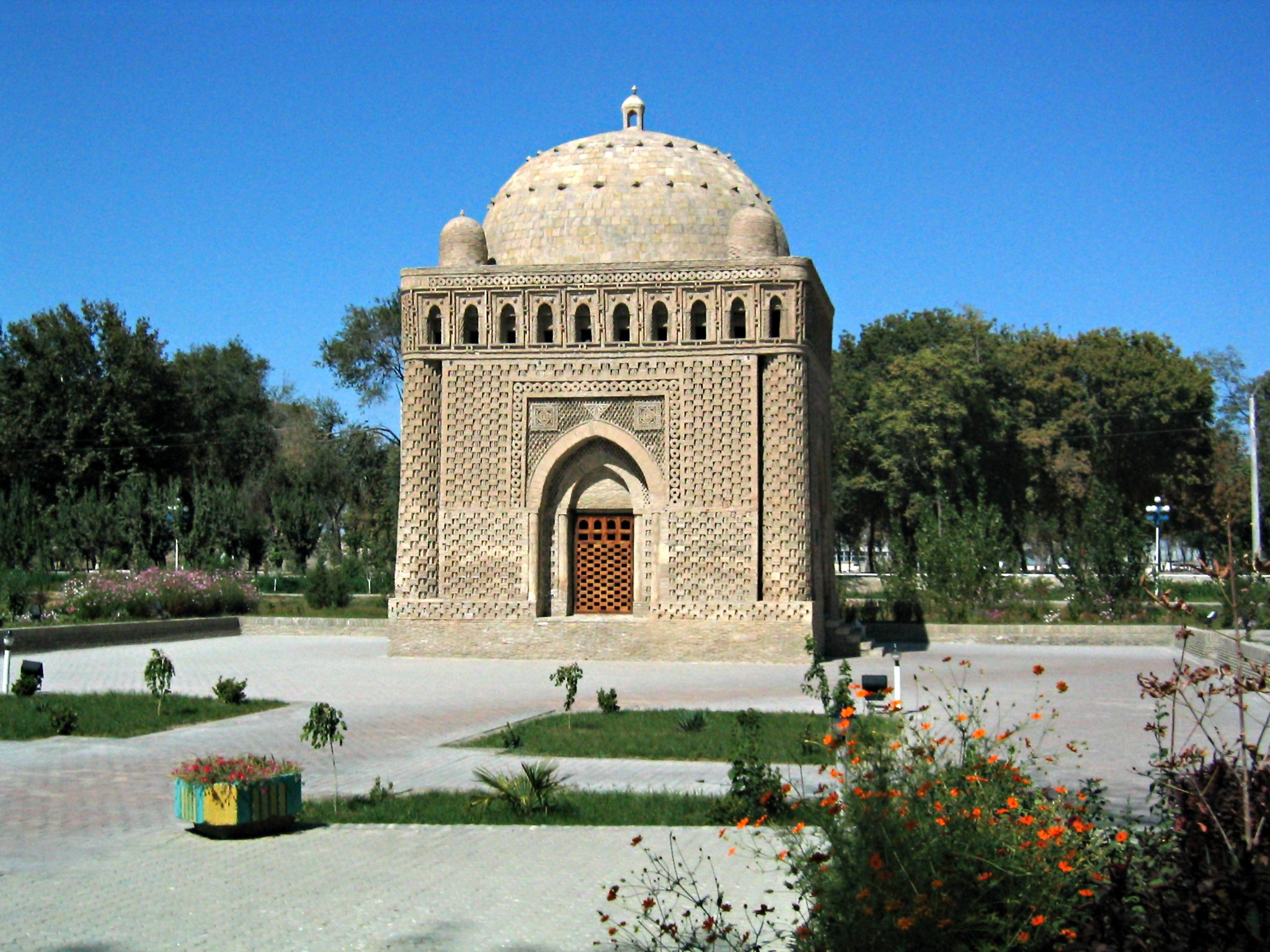
Het Mausoleum van Ismail Samani in de stad Boechara in Oezbekistan.

De Samaniden waren een Perzische dynastie die van 819 tot 999 heerste in Centraal-Azië. De dynastie is genoemd naar de stichter, Saman Khoda, die leefde begin 8ste eeuw. De dynastie wordt door de (aan de Perzen verwante) Tadzjieken beschouwd als de grondleggers van hun land Tadzjikistan. 
De Samaniden herstelden oud-perzische tradities en taal na de Arabische verovering. Hun gebieden bevonden zich in de streken Transoxanië, Khorasan en andere delen van Centraal-Azië. Hun hoofdsteden waren Buchara, Samarkand en Herat.
De gouverneur van Khorasan schonk land aan de vier kleinzonen van Saman Khoda in 819; dit is het begin van de Samaniden in Centraal-Azië.
In 999 werd hun land opgedeeld door de Karachaniden enerzijds en de Ghaznaviden anderzijds.

## Samanidische emirs
- Nasr I (864-892)
- Ismail I (892-907)
- Ahmad II (907-914)
- Nasr II (914-943)
- Hamid Nuh I (943-954)
- Abdul Malik I (954-961)
- Mansur I (961-976)
- Nuh II (976-997)
- Mansur II (997-999)